# 韩玉峰 (察南)
參數所指定的目標頁面不存在，建議更正成存在頁面或直接建立下列一個頁面（建立前請先搜尋是否有合適的存在頁面可以取代）：
- 韩玉峰

韓玉峰（？—？），籍贯不详，察南自治政府官员。

## 生平
抗日战争爆发后，日军占领张家口。1937年9月4日，日本扶植下的傀儡政权察南自治政府成立，政务委员由于品卿、杜运宇、阮子南、白奎祥（白聚五）、释缘智、韓運、鄭仁齋、韓玉峯担任。此后政务委员通过互选，产生了最高委员于品卿、杜运宇。